# Anywhere but Here (The Ataris)
Anywhere but Here is het debuutalbum van de Amerikaanse rockband The Ataris. Het album werd uitgegeven via het punklabel Kung Fu Records op 29 april 1997 en bevat een cover van Jawbreaker, namelijk Boxcar.
Het album werd heruitgegeven op 28 mei 2002 met een bonustrack (Anderson), een hidden track (een akoestische cover van het nummer Butterfly van Weezer), en videomateriaal. Ook werd de volgorde van de nummers veranderd. In 2014 werd het album nog een keer heruitgegeven.

## Nummers
1997
1. 1-2-3-4
2. As We Speak
3. Bite My Tongue
4. Hey Kid!
5. Take Me Back
6. Are We There Yet?
7. Angry Nerd Rock
8. Let It Go
9. Lately
10. Alone in Santa Cruz
11. Make It Last
12. Sleepy
13. Four Chord Wonder
14. Blind and Unkind
15. Clara
16. Myself
17. Neilhouse
18. Perfectly Happy
19. Boxcar
20. Ray...

2002
1. Bite My Tongue
2. Make It Last
3. Clara
4. As We Speak
5. Blind and Unkind
6. Take Me Back
7. Lately
8. Let It Go
9. Alone in Santa Cruz
10. Boxcar
11. Are We There Yet?
12. Anderson
13. Neilhouse
14. Perfectly Happy
15. Myself
16. Four Chord Wonder
17. Hey Kid!
18. Sleepy
19. Angry Nerd Rock
20. 1...2...3...4
21. Ray...
22. Butterfly

## Band
- Kris Roe - zang, gitaar
- Jasin Thomason - gitaar
- Marko DeSantis - basgitaar
- Derrick Plourde - drums